# آدرین دی گرلاش
بارون آدرین ویکتور ژوزف دی گرلاش دی گومری FRSGS‏ (Adrien Victor Joseph de Gerlache de Gomery)، عضو انجمن جغرافیایی سلطنتی اسکاتلند (زادهٔ ۲ اوت ۱۸۶۶ – درگذشتهٔ ۴ دسامبر ۱۹۳۴) و افسر بلژیکی نیروی دریایی بلژیک بود که میان سال‌های ۱۸۹۷ تا ۱۸۹۹ سرپرستی سفر اکتشافی بلژیک به قطب جنوب را بر عهده داشت.

## اوایل زندگی
د گرلاش در اسلت واقع در شرق بلژیک چشم به جهان گشود و تحصیلات خود را در بروکسل انجام داد. پدرش نیز افسر ارتش بود. از سنین جوانی شیفتهٔ دریا بود و میان سال‌های ۱۸۸۳ تا ۱۸۸۴ سه سفر دریایی به عنوان کارگر کابین با یک اقیانوس پیما به ایالات متحده آمریکا انجام داد. او در دانشگاه آزاد بروکسل در رشتهٔ مهندسی تحصیل کرد. پس از پایان یافتن سال سوم تحصیلاتش در سال ۱۸۸۵، دانشگاه را رها کرده و در ۱۹ ژانویه ۱۸۸۶ به عضویت نیروی دریایی بلژیک درآمد.
د گرلاش پس از فارغ‌التحصیلی از کالج دریایی اوستنده، با درجهٔ ستوان دوم و سوم بر روی کشتی‌های گارد شیلات مشغول به کار شد. در اکتبر سال ۱۸۸۷، او به عنوان دریانورد در کشتی انگلیسی کریجی برن برای سفر به سانفرانسیسکو نام‌نویسی کرد اما کشتی نتوانست دماغه هورن را دور بزند و در آنجا گرفتار شد و در نهایت تحت عنوان مستعمل و فرسوده در مونته‌ویدئو به فروش رسید. او پس از مدتی حضور در اروگوئه و آرژانتین به اروپا بازگشت. پس از سفری به قسطنطنیه و دریای سیاه و قبل از انتصاب در نیروی دریایی بلژیک با درجهٔ ستوان، به عنوان افسر چهارم در مسیر هلند به آمریکا فعالیت می‌کرد. تا ژوئیه ۱۸۹۴ او افسر کشتی‌های اوستنده-دوور بود، در همین حین دوره‌های آموزشی را گذراند و در ۲۲ اوت ۱۸۹۴ به درجهٔ سروان رسید.
د گرلاش که از کار یکنواخت بر روی کشتی‌های اوستنده-دوور خسته شده بود، درخواست خدمت به شاه لئوپولد دوم بلژیکی و ماجراجوی ولزی-آمریکایی هنری مورتون استنلی برای یک سفر اکتشافی به کنگو را داد ولی این درخواست رد شد. نامهٔ وی به اتو نوردنسکیولد، جستجوگر قطب، نیز بی‌جواب ماند. در نهایت او تصمیم گرفت سفر اکتشافی خود به قطب جنوب را برنامه‌ریزی و اجرا کند و در سال ۱۸۹۴، برنامهٔ این سفر را برای انجمن سلطنتی جغرافیا ارائه کرد.

## نخستین سفر

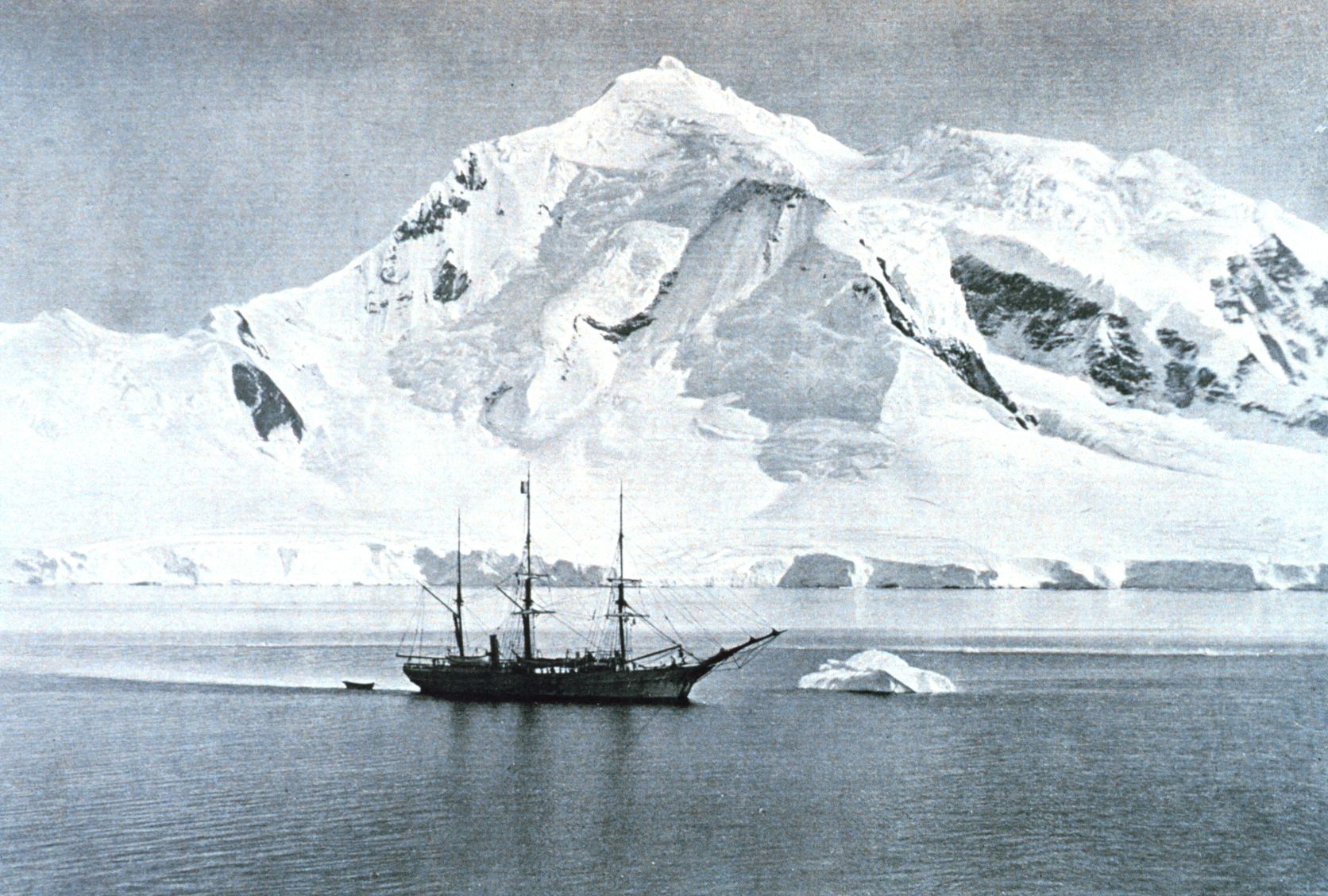
بلژیکا در کوه ویلیام لنگر انداخته است.

د گرلاش در سال ۱۸۹۶ کشتی صید نهنگ پاتریا ساخت نروژ را خریداری کرد و سپس آن را به‌طور کامل بازسازی کرد و نام آن را به بلژیکا تغییر داد. با خدمه‌ای بین‌المللی شامل روئال آمونسن، فردریک کوک، آنتونی بولسلاو دوبرولسکی، هنریک آرکتوفسکی و امیل راکوویتا، او در ۱۶ اوت سال ۱۸۹۷ حرکت را از آنتورپ آغاز کرد.
بلژیکا در ژانویهٔ ۱۸۹۸ به ساحل گراهام لند در شبه‌جزیره جنوبگان رسید. د گرلاش که میان ساحل گراهام لند و رشته‌ای از جزایر در غرب حرکت می‌کرد، این گذرگاه را تنگه بلژیکا نامید. این تنگه بعدها به افتخار وی، تنگه گرلاچه نام‌گذاری شد. پس از ترسیم نقشه و نام‌گذاری تعدادی از جزایر در طول بیست سرزمین جداگانه‌ای که از آن عبور کردند، آنها در ۱۵ فوریه سال ۱۸۹۸ مدار جنوبگان را دور زدند.
سفر اکتشافی د گرلاش در ۲۸ فوریه ۱۸۹۸ در یخ‌های دریای بلینگس‌هاوزن در نزدیکی جزیره پتر یکم متوقف شد. با وجود تلاش‌های شان، به سرعت متوجه شدند که مجبور به گذراندن زمستان در قطب جنوب هستند. تاریکی مطلق در ۱۷ می آغاز و تا ۲۳ ژوئیه ادامه خواهد یافت. ۷ ماه بعدی با سختی همراه شد و به مدت ۷ ماه خدمه، سخت مشغول کار برای آزادسازی کشتی بودند. چندین نفر از آنها عقل خود را از دست داده و یکی از ملوانان بلژیکی، کشتی را ترک و اعلام نمود که به بلژیک برمی-گردد. همچنین اعضای گروه از بیماری اسکوربوت رنج می‌بردند.
در ۱۵ فوریه ۱۸۹۹ کشتی امکان حرکت درون کانالی که خدمه باز کرده بودند، پیدا کرد. حدود یک ماه زمان برد تا هفت مایل را طی کنند و در ۱۴ مارس آنها موفق به پاکسازی یخ‌ها شدند. هیئت اعزامی در ۵ نوامبر ۱۸۹۹ به آنتورپ بازگشتند. در سال ۱۹۰۱، د گرلاش کتاب خود را با نام «۱۵ ماه در قطب جنوب» منتشر کرد و یک سال بعد یعنی در سال ۱۹۰۲، این کتاب موفق به کسب جایزهٔ فرهنگستان فرانسه شد.
قارچ‌هایی که در طول سفر جمع‌آوری کردند در یک مقاله توسط ماریتا هانسون روسو و الیزا کارولین بومر شرح داده شده که در سال ۱۹۰۵ منتشر شد.

## سال‌های بعدی
د گرلاش در سفرهای اکتشافی دیگری نیز شرکت کرده‌است از جمله:
- یک سفر تجاری و علمی به خلیج فارس در سال ۱۹۰۱
- اولین سفر اکتشافی به قطب جنوب ژان باپتیست شارکو میان سال‌های ۱۹۰۳ تا ۱۹۰۵، د گرلاش این سفر را آغاز کرد اما زمانی که کشتی به مادیرا رسید، به بلژیک بازگشت.[۸]
- سفر به دریای گرینلند در عرشه بلژیکا در سال ۱۹۰۵
- سفر به دریای بارنتس و دریای کارا در سال ۱۹۰۷
- سفر به گرینلند، اسپیتسبرگن و مجمع الجزایر فرانتس ژوزف در عرشه بلژیکا در سال ۱۹۰۹

د گرلاش با همسر نخستش، سوزن پولت در سال ۱۹۰۴ ازدواج کرد و صاحب دو فرزند شد. فرزندان او فیلیپ (زادهٔ ۱۹۰۶) و ماری لوئیز (زادهٔ ۱۹۰۸) نام داشتند. پس از آنکه این ازدواج در سال ۱۹۱۳ به پایان رسید، د گرلاش با الیزابت هوجر سوئدی ازدواج کرد و آنها با هم صاحب یک پسر به نام گاستون د گرلاش شدند که اون نیز یک جستجوگر بود. در دههٔ ۱۹۵۰ گاستون راه پدرش را در پیش گرفت و در یک ایستگاه تحقیقاتی بلژیک در قطب جنوب مشغول به کار شد.
آدرین د گرلاش در سال ۱۹۳۴ در سن ۶۸ سالگی بر اثر تب شبه‌حصبه (پاراتیفوئید) در بروکسل درگذشت.

## ستایش‌ها
چندین عوارض جغرافیایی به افتخار د گرلاش نام‌گذاری شده که بیشتر آنها در قطب جنوب واقع شده‌اند از جمله: دماغه گرلاش، کوه گرلاش، ورودی گرلاش، جزیره گرلاش، تنگه گرلاش و کوه‌های دریایی د گرلاش و همچنین پیک د گرلاش در گرینلند و دهانهٔ د گرلاش در نزدیکی قطب جنوب. یکی از اسکله‌های آنتورپ نیز به نام دی گرلاچکایی نام‌گذاری شده‌است.